# شگفتی زنان
شگفتی زنان (انگلیسی: Wonder of Women) یک فیلم به کارگردانی کلارنس براون محصول سال ۱۹۲۹ است.
این فیلم نامزد جایزه اسکار بهترین فیلم‌نامه اقتباسی در دومین دوره جوایز اسکار شده بود.

## بازیگران
- لوئیس استون
- لیلا هیامز
- پگی وود
- هری مایرز
- سارا پدن
- جورج فاست
- بلانچ فریدریچی
- والی آلبرایت
- آنیتا لوئیس
- اولریش هاوپت